# Istambul (província)
Istambul (em turco: İstanbul) é uma província do noroeste da Turquia, que coincide com a área metropolitana homónima. Faz parte da região de Mármara e a sua capital é Istambul. Tem 5 461 km² de área e em dezembro de 2021 tinha 15 840 900 habitantes (densidade: 2 900,7 hab./km²).